# Global Strategies Group
Die Global Strategies Group, früher Global Risk Strategies, ist ein privates Sicherheits- und Militärunternehmen, welches 1998 als Zwei-Mann-Unternehmen gegründet wurde. Global Strategies ist Mitglied in der Private Security Company Association of Iraq und der British Association of Private Security Companies, zwei Interessenverbände für private Sicherheits- und Militärunternehmen.

## Einsatzgebiete

### Afghanistan
Global wurde von der Asia Foundation im Jahr 2002 beauftragt, bei der Planung, Durchführung und Administration zur Registrierung von Wählern zu helfen. Ebenfalls wurde Unterstützung während der Wahl gegeben. Während dieser Arbeit wurden Kontakt zu lokalen Führern hergestellt, es wurden Bedrohungsanalysen erstellt, so wie sichere Routen ausgekundschaftet. Dieser Auftrag endete 2004. Während dieser Zeit, waren bis zu 93 Global Mitarbeiter im Einsatz.

### Irak
Seit Juli 2004 ist Global für die Sicherheit des Cargo- und Passagierterminal des Flughafens Bagdad zuständig und bekommt dafür 4,5 Millionen US-Dollar pro Monat. Zu diesem Auftrag gehört auch, dass Iraker zu Sicherheitsleuten ausgebildet werden. Global übernahm diesen Auftrag von Custer Battles. Nur gibt es immer wieder Probleme mit der Bezahlung seitens der irakischen Regierung. So ist die Summe der noch offenen Rechnungen, zwischen November und Dezember 2004, auf bis zu 17 Millionen US-Dollar gestiegen. Dies führte dazu, dass der Flughafen mehrmals, zum Beispiel 23. bis 24. Juni 2005, für mehrere Tage geschlossen wurde. Das veranlasste die irakische Regierung zum Eingreifen, die Truppen entsandte, um den Flughafen wieder zu öffnen.
Ein weiterer Auftrag, den Global ausführte, war die Bereitstellung von Sicherheitspersonal und die Übernahme von Logistik-Dienstleistungen während des Wechsels vom alten auf den neuen irakischen Dinar.
Im Norden des Irak beschützt Global im Auftrag der Coalition Provisional Authority, Konvois die humanitäre Güter transportieren.

## Firmenaufkäufe
Am 9. Februar 2007 gab Global bekannt, dass sie die SFA Inc. übernimmt. SFA ist ein Unternehmen das Informationssysteme entwickelt und herstellt. Zu den bekannten Kunden gehören die US Army, Navy und Coast Guard.

## Verweise